# Streets: A Rock Opera
Albums de Savatage
Gutter Ballet
(1989) Edge of Thorns
(1993)
Streets : A Rock Opera est le sixième album de Savatage sorti en 1991. C'est un album concept.

## Liste des titres
1. Streets (6 min 50)
2. Jesus Saves (5 min 13)
3. Tonight He Grins Again / Strange Reality (8 min 02)
4. A Little Too Far (3 min 34)
5. You’re Alive / Sammy and Tex (4 min 58)
6. St. Patrick’s (4 min 29)
7. Can You Hear Me Now (5 min 11)
8. New York City Don’t Mean Nothing (4 min 03)
9. Ghost in the Ruins (5 min 31)
10. If I Go Away (5 min 17)
11. Agony and Ecstasy / Heal my Soul (6 min 11)
12. Somewhere in Time / Believe (9 min 02)

## Thème
L'album raconte l'histoire de DT Jesus — DT signifiant downtown, centre ville —, une rock star déchue. Au début de l'album, il est devenu dealer à New York. L'album raconte sa renaissance puis sa rechute.